# Hispar

Mapu z roku 1894 zobrazující Bagrote, Hunza, Nagar a Hispar ledovec

Hispar (urdsky ہسپر گلیشر‎) je 49 km dlouhý ledovec v pohoří Kárákóram území Gilgit – Baltistán v Pákistánu. V průsmyku Hispar La je v nadmořské výšce 5 128 m spojen s 63 km dlouhým ledovcem Biafo a spolu vytváří se 100 km nejdelší ledovcový systém na světě mimo polární oblasti.

## Podrobnosti přechodu ledovce
Tato 100 km dlouhá ledová cesta spojuje dvě starodávná horská království, Nagar (bezprostředně na jih od Hunzy) na západě a Baltistán na východě. Extrémní strmost svahů a náročná povaha kamenů padajících na postranní morény a stráně činí z horní poloviny této trasy nejtěžší část přechodu Biafo - Hispar. Pouze v den, kdy se přechází průsmyk Hispar La se jde přímo po ledovci Hispar. Přechod čtyř hlavních přítokových ledovců od severu je nejvíce zdanitelný a potenciálně přechody vysokých nullah mohou být nebezpečné. Pohledy na vrcholy vysoké 7 800 m vrcholy a na zasněžené srázy a hory na jižní straně ledovce jsou obzvláště působivé.

## Řeky
Řeka Hispar, přítok řeky Hunza (ta teče podél Karákóramské dálnice), vytéká z tavenin ledovce.